# Lispeszentadorján, Zala
Lispeszentadorján  este un sat în districtul Letenye, județul Zala, Ungaria, având o populație de 309 locuitori (2011). 

## Demografie
Componența etnică a satului Lispeszentadorján
     Maghiari (87,5%)
     Romi (12,5%)
Componența confesională a satului Lispeszentadorján
     Romano-catolici (69,9%)
     Fără religie (7,44%)
     Reformați (2,91%)
     Necunoscută (19,74%)
     Alte religii (0,97%)
Conform recensământului din 2011, satul Lispeszentadorján avea 309 locuitori. Din punct de vedere etnic, majoritatea locuitorilor (87,5%) erau maghiari, cu o minoritate de romi (12,5%).  Din punct de vedere confesional, majoritatea locuitorilor (69,9%) erau romano-catolici, existând și minorități de persoane fără religie (7,44%) și reformați (2,91%). Pentru 19,74% din locuitori nu este cunoscută apartenența confesională.